# NGC 209
NGC 209 è una galassia lenticolare situata nella costellazione della Balena a una distanza di circa 174 milioni di anni luce dal sistema solare.

## Scoperta
NGC 209 è stata scoperta il 9 ottobre 1885 dall'astronomo americano Francis Leavenworth.